# Orthohantavirus
Orthohantavirus è un genere di virus a RNA a singolo filamento negativo (comunemente chiamati "Hantavirus") appartenente alla famiglia Hantaviridae (sottofamiglia Mammantavirinae) dell'ordine Bunyavirales. Sono causa di zoonosi. La specie tipo dell'ordine è Hantaan orthohantavirus.
Il nome hantavirus deriva dal fiume Hantan in Corea del Sud, dove il virus fu isolato alla fine del 1970 da Ho-Wang Lee e collaboratori che per primi lo studiarono. Precedentemente era conosciuto come "virus della febbre emorragica coreana".

## Patologie

La diffusione delle patologie da hantavirus.

Gli esseri umani possono essere infettati dagli hantavirus attraverso il contatto della cute lesa o per inalazione, non per ingestione o semplice contatto, con l'urina, la saliva o le feci dei roditori; tuttavia nel dicembre 2005 è stato riportato un caso di trasmissione interumana avvenuto nelle Ande in Sud America.
Alcuni hantavirus possono causare malattie potenzialmente mortali nell'uomo come la nefropatia epidemica, più diffusa in Europa, la febbre emorragica con sindrome renale (HFRS), diffusa in estremo oriente, e la sindrome polmonare da hantavirus (HPS), più frequente nel continente americano. Si è ipotizzato che la malattia del sudore, che interessò prima l'Inghilterra e poi l'Europa a cavallo del XVI secolo, possa essere stata causata da un hantavirus.
Non esiste né un trattamento specifico né un vaccino approvato dall'OMS quindi la cura è basata sulla terapia sintomatica; farmaci antivirali hanno dimostrato di ridurre la malattia e la morte se usati precocemente.
Il 25 giugno 2014 in Saskatchewan, in Canada, è stato riportato un caso di decesso dovuto al virus.
Il 24 marzo 2020 è stato riportato un nuovo caso di decesso dovuto al virus in Cina: l'uomo, proveniente dalla provincia dello Yunnan, si trovava su un bus nella provincia di Shandong. Inizialmente fu ipotizzato che fosse un caso della contemporanea pandemia di COVID-19, ma gli esami dimostrarono che si trattava di Hantavirus.

## Epidemiologia
Infezioni da Hantavirus sono state segnalate da tutti i continenti tranne l'Australia. Le regioni particolarmente colpite dalla febbre emorragica con sindrome renale comprendono la Cina, la penisola coreana, la Russia (virus Hantaan, Puumala e Seoul) e l'Europa settentrionale e occidentale (virus Puumala e Dobrava). Le regioni con la più alta incidenza di sindrome polmonare da hantavirus sono Argentina, Cile, Brasile, Stati Uniti, Canada e Panama.

### Africa
Nel 2010, un nuovo hantavirus, il virus Sangassou è stato isolato in Africa e causa febbre emorragica con sindrome renale.

### Asia
In Cina, Hong Kong, penisola coreana e Russia, la febbre emorragica con sindrome renale è causata dai virus Hantaan, Puumala e Seoul.

#### Cina
Nel marzo 2020, un uomo dello Yunnan è risultato positivo all'Hantavirus. È morto mentre viaggiava a Shandong per lavoro su un autobus noleggiato. Secondo i rapporti del Global Times , circa 32 altre persone sono state testate per il virus.

### Australia
A partire dal 2005, non sono state segnalate infezioni umane in Australia, sebbene sia stato scoperto che i roditori trasportano anticorpi.

### Europa
In Europa sono noti due hantavirus - i virus Puumala e Dobrava-Belgrado virus- che causano febbre emorragica con sindrome renale. Il virus Puumala di solito provoca una malattia generalmente lieve, nefropatia epidemica, si presenta tipicamente con febbre, mal di testa, sintomi gastrointestinali, compromissione della funzionalità renale e visione offuscata. Le infezioni da Dobrava sono simili, tranne per il fatto che spesso presentano anche complicanze emorragiche.
Il virus Puumala è trasportato dai roditori come ospite, l'arvicola (Clethrionomys glareolus), ed è presente in gran parte dell'Europa, ad eccezione della regione mediterranea. Esistono quattro genotipi noti del virus Dobrava, ciascuno trasportato da una diversa specie di roditori. Il genotipo Dobrava si trova nel topo dal collo giallo (Apodemus flavicollis); genotipi Saaremaa e Kurkino nel topo di campo a strisce (Apodemus agrarius) e genotipo Sochi nel topo di campo del Mar Nero (Apodemus ponticus).
Solo nel 2017, il Robert Koch Institute (RKI) in Germania ha ricevuto 1.713 notifiche di infezioni da hantavirus.

### Nord America

#### Canada
La causa principale della malattia in Canada sono i "topi del cervo" infettati dal virus "Sin Nombre". Tra il 1989 e il 2014, ci sono stati in totale 109 casi confermati, con un tasso di mortalità stimato al 29%. Il virus esiste nei topi del cervo a livello nazionale, ma i casi si sono concentrati nel Canada occidentale (British Columbia, Alberta, Saskatchewan e Manitoba) con un solo caso nel Canada orientale. In Canada "[a] tutti i casi si sono verificati in contesti rurali e circa il 70% dei casi è stato associato ad attività domestiche e agricole".

#### Stati Uniti
Negli Stati Uniti, i casi minori di HPS includono il Sin Nombre orthohantavirus, l'orthohantavirus di New York, l'ortoantavirus di Bayou, ed infine, l'ortoantavirus del Canale di Black Creek.
A partire da gennaio 2017, 728 casi di hantavirus erano stati segnalati cumulativamente negli Stati Uniti dal 1995, in 36 stati, esclusi i casi con presunta esposizione al di fuori degli Stati Uniti. Più del 96% dei casi si è verificato negli stati a ovest del fiume Mississippi. I primi 10 stati per numero di casi segnalati erano New Mexico (109), Colorado (104), Arizona (78), California (61), Washington (50) , Texas (45), Montana (43), Utah (38), Idaho (21) e Oregon (21); Nel 36% del totale dei casi segnalati il virus ha provocato la morte.

#### Messico
In Messico, è stato scoperto che i roditori trasportano hantavirus tra cui il topo del cervo gigante di Thomas (Megadontomys thomasi), il topo branco (Neotoma picta), il topo del cervo Orizaba (Peromyscus beatae), il topo del raccolto occidentale (Reithrodontomys megalotis) e il topo del raccolto di Sumichrast (Reithrodontomys sumichrasti).

### Sud America
Gli agenti di HPS trovati in Sud America includono il virus delle Ande (chiamato anche Oran, Castelo de Sonhos - dal portoghese per "Castello dei sogni", Lechiguanas, Juquitiba, Araraquara e Bermejo virus, tra molti altri sinonimi), che è l'unico hantavirus che ha mostrato una forma interpersonale di trasmissione e il virus Laguna Negra, un parente estremamente stretto del virus Rio Mamore precedentemente noto.
I roditori che hanno dimostrato di trasportare hantavirus includono Abrothrix longipilis e Oligoryzomys longicaudatus.

## Tassonomia
Il genere comprende 36 specie:
- Andes orthohantavirus[21]
- Asama orthohantavirus[22][23]
- Asikkala orthohantavirus[24]
- Bayou orthohantavirus[25][26][27][28]
- Black Creek Canal orthohantavirus[29]
- Bowe orthohantavirus[30]
- Bruges orthohantavirus[31]
- Cano Delgadito orthohantavirus[32]
- Cao Bang orthohantavirus[33]
- Choclo orthohantavirus[34]
- Dabieshan orthohantavirus[35]
- Dobrava-Belgrade orthohantavirus[36][37][38][39]
- El Moro Canyon orthohantavirus[18][40][41][42]
- Fugong orthohantavirus[43]
- Fusong orthohantavirus[44][45]
- Hantaan orthohantavirus[46][47][48][49]
- Jeju orthohantavirus[50][51][52][53][54]
- Kenkeme orthohantavirus[55][56][57]
- Laguna Negra orthohantavirus[58][59][60][61][62]
- Luxi orthohantavirus[63][64]
- Maporal orthohantavirus[65][66][67][68]
- Montano orthohantavirus[69][70]
- Necocli orthohantavirus[71][72]
- Oxbow orthohantavirus[73]
- Prospect Hill orthohantavirus[74][75][76][77]
- Puumala orthohantavirus[78][79][80][81][82]
- Rockport orthohantavirus[83]
- Sangassou orthohantavirus[10][84][85]
- Seewis orhtohantavirus[86][87][88][89]
- Seoul orthohantavirus[90][91][92][93]
- Sin Nombre orthohantavirus[94][95]
- Thailand orthohantavirus[96][97][98][99]
- Tigray orthohantavirus[100]
- Tula orthohantavirus[74][101][102][103]
- Yakeshi orthohantavirus[104]